# Tommy Heart
Tommy Heart (* 5. April 1968 in Berlin) ist ein deutscher Rocksänger, Musikproduzent und Komponist.

## Leben
Er ist Gründungsmitglied von Bands wie Angel Dust, Heartlyne, V2, Fair Warning, and Soul Doctor und hat mit Künstlern wie Uli Jon Roth and Zeno zusammen gearbeitet.
Er arbeitet zurzeit mit dem deutschen Produzenten René Schostak an seinem zweiten Soloalbum.

## Diskografie
Solo
- 2016 – Spirit of Time

mit Heartlyne
- 1986 – Heartlyne CD release (2009)

mit V2
- 1988 – V2

mit Fair Warning
- 1992 – Fair Warning
- 1993 – Live in Japan
- 1995 – Rainmaker
- 1997 – Go!
- 1998 – Live and More
- 2000 – Four
- 2006 – Brother’s Keeper
- 2009 – Aura
- 2010 – Talking Ain´t Enough
- 2013 – Sundancer
- 2016 – Pimp Your Past

mit Kee of Hearts
- 2017 – Kee of Hearts Projekt mit Kee Marcello (ex-Europe)

mit Soul Doctor
- 2001 – Soul Doctor
- 2002 – Systems Go Wild!
- 2002 – Live in Paris
- 2005 – For A Fistful Of Dollars
- 2007 – Blood Runs Cold
- 2008 – That´s Live!
- 2009 – Way Back To The Bone

als Gastmusiker
- 1995 – Zenology, featuring Tommy Heart auf Song 2,4 und 8
- 1995 – Uli Roth Sky of Avalon - Prologue to the Symphonic Legends featuring Tommy Heart auf Song 1,5 und 8
- 2001 – Tribute to Loudness – Song: Rock´n Roll Crazy Night
- 2004 – Zenology 2, featuring Tommy Heart auf Song 3 und 4
- 2010 – Lyraka Volume 1
- 2011 – Charity Project for Japan – Rock for Japan
- 2012 – Help! for Japan
- 2012 – INORI – Rebuilding Lives (Kyoji Yamamoto and his friends) featuring Tommy Heart auf Song Kojo No Tsuki
- 2013 – Krokus – Dirty Dynamite Featuring Tommy Heart auf Help! Duet mit Marc Storace